# Europejska Liga Brydżowa
Europejska Liga Brydżowa (ang. European Bridge League) – organizacja brydżowa zrzeszająca europejskie związki narodowe brydża sportowego.
W dniu 5.II.2009 w skład członków EBL wchodziło 48 państw zrzeszających 381,754 zawodników.